# Campionato rumeno di scacchi
Il Campionato rumeno di scacchi (Campionatul Național de Șah al României) si gioca in Romania dal 1926 per determinare il campione nazionale di scacchi. È organizzato dalla Federazione rumena di scacchi (Federația Română de Șah), fondata nel 1925.  
Fino al 1943 il torneo ha avuto cadenza irregolare, ma dal 1946 viene organizzato annualmente. Nel 1936 è stato istituito anche il campionato femminile. Normalmente al torneo open (in pratica maschile) partecipano 20 giocatori, selezionati attraverso una serie di tornei di qualificazione. Il torneo femminile è disputato tra 16 giocatrici.

## Albo dei vincitori
| Anno   | Città                 | Vincitore                          |
| ------ | --------------------- | ---------------------------------- |
| 1926   | Sibiu                 | Alexandru Tyroler                  |
| 1927   | Bucarest              | Alexandru Tyroler                  |
| 1929   | Iași                  | Alexandru Tyroler                  |
| 1930   | Cernăuți              | János Balogh                       |
| 1931   | Bucarest              | Stefan Erdélyi                     |
| 1932   | Bucarest              | Boris Kostić                       |
| 1933-4 | Bucarest              | Stefan Erdélyi                     |
| 1935   | Bucarest              | Heinrich Silbermann                |
| 1936   | Bucarest              | Ivan Halic                         |
| 1943   | Bucarest              | Petre Seimeanu                     |
| 1946   | Bucarest              | Octav Troianescu                   |
| 1947   | Brașov                | Traian Ichim                       |
| 1948   | Bucarest              | Toma Popa                          |
| 1949   | Bucarest              | Stefan Erdélyi                     |
| 1950   | Bucarest              | Ion Balanel                        |
| 1951   | Bucarest              | Tudor Flondor Gheorghe Alexadrescu |
| 1952   | Bucarest              | Victor Ciocâltea                   |
| 1953   | Bucarest              | Ion Balanel                        |
| 1954   | Bucarest              | Octav Troianescu                   |
| 1955   | Bucarest              | Ion Bǎlǎnel                        |
| 1956   | Bucarest              | Octav Troianescu                   |
| 1957   | Bucarest              | Octav Troianescu                   |
| 1958   | Bucarest              | Ion Bǎlǎnel                        |
| 1959   | Bucarest              | Victor Ciocâltea                   |
| 1960   | Bucarest              | Florin Gheorghiu                   |
| 1961   | Bucarest              | Victor Ciocâltea                   |
| 1962   | Bucarest              | Florin Gheorghiu                   |
| 1963   | Bucarest              | Teodor Ghițescu                    |
| 1964   | Bucarest              | Florin Gheorghiu                   |
| 1965   | Bucarest              | Florin Gheorghiu                   |
| 1966   | Bucarest              | Florin Gheorghiu                   |
| 1967   | Bucarest              | Florin Gheorghiu                   |
| 1968   | Bucarest              | Octav Troianescu                   |
| 1969   | Bucarest              | Victor Ciocâltea                   |
| 1970   | Bucarest              | Victor Ciocâltea                   |
| 1971   | Bucarest              | Victor Ciocâltea                   |
| 1972   | Bucarest              | Carol Partos                       |
| 1973   | Bucarest              | Florin Gheorghiu                   |
| 1974   | Bucarest              | Aurel Urzicǎ                       |
| 1975   | Sinaia                | Victor Ciocâltea                   |
| 1976   | Timișoara             | Miha-Viorel Ghindǎ                 |
| 1977   | Sibiu                 | Florin Gheorghiu                   |
| 1978   | Băile Herculane       | Miha-Viorel Ghindǎ                 |
| 1979   | Bucarest              | Victor Ciocâltea                   |
| 1980   | Bucarest              | Mihai Suba                         |
| 1981   | Bucarest              | Mihai Suba                         |
| 1982   | Bucarest              | Ovidiu Foisor                      |
| 1983   | Bucarest              | Miha-Viorel Ghindǎ                 |
| 1984   | Bucarest              | Florin Gheorghiu                   |
| 1985   | Timișoara             | Mihai Suba                         |
| 1986   |                       | Adrian Negulescu                   |
| 1987   |                       | Florin Gheorghiu                   |
| 1988   | Predeal               | Mihail Marin                       |
| 1989   |                       | Miha-Viorel Ghindǎ                 |
| 1990   |                       | Ioan Biriescu                      |
| 1991   |                       | Dragos Dumitrache                  |
| 1992   |                       | Andrei Istrățescu                  |
| 1993   |                       | Liviu Dieter Nisipeanu             |
| 1994   |                       | Mihail Marin                       |
| 1995   |                       | Romeo Sorin Milu                   |
| 1996   | Băile Herculane       | Liviu-Dieter Nisipeanu             |
| 1997   |                       | Bela Badea                         |
| 1998   | Bucarest              | Bela Badea                         |
| 1999   | Iași                  | Constantin Ionescu Mihail Marin    |
| 2000   |                       | Iulian Sofronie                    |
| 2001   |                       | Mircea Pârligras                   |
| 2002   |                       | Liviu-Dieter Nisipeanu             |
| 2003   | Satu Mare             | Mihai Grünberg                     |
| 2004   | Brașov                | Alin Berescu                       |
| 2005   | Băile Tușnad          | Alin Berescu                       |
| 2006   | Predeal               | Vlad-Cristian Jianu                |
| 2007   | Amara                 | Constantin Lupulescu               |
| 2008   | Cluj-Napoca           | Vladislav Nevednichy               |
| 2009   | Eforie                | Eduard-Andrei Valeanu              |
| 2010   | Băile Olănești        | Constantin Lupulescu               |
| 2011   | Sarata Monteoru       | Constantin Lupulescu               |
| 2012   | Sarata Monteoru       | Vladislav Nevednichy               |
| 2013   | Olănești              | Constantin Lupulescu               |
| 2014   | Târgu Mureș           | Vlad-Victor Barnaure               |
| 2015   | Călimăneşti-Căciulata | Constantin Lupulescu               |
| 2016   | Bucarest              | Mircea-Emilian Parligras           |
| 2017   | Călimănești-Căciulata | Andrei Istrățescu                  |
| 2018   | Olănești              | Tiberiu Georgescu                  |
| 2019   | Olănești              | Lucian-Costin Miron                |
| 2021   | Iași                  | Bogdan-Daniel Deac                 |
| 2022   | Eforie                | Mircea-Emilian Parligras           |
| 2023   | Sebeș                 | Kirill Ševčenko                    |
| 2024   | Eforie                | Mircea-Emilian Pârligras           |
| Anno | Città                 | Vincitrice                       |
| ---- | --------------------- | -------------------------------- |
| 1936 | Bucarest              | Rodica Manolescu                 |
| 1949 | Bucarest              | Lidia Habermann                  |
| 1950 | Brașov                | Iolanda Szathmary                |
| 1951 | Brașov                | Maria Albuleț                    |
| 1952 | Sibiu                 | Elena Graboviețchi               |
| 1953 | Satu Mare             | Lidia Giuroiu                    |
| 1954 | Bucarest              | Lidia Giuroiu                    |
| 1955 | Oradea                | Maria Albuleț                    |
| 1956 | Cluj                  | Maria Albuleț                    |
| 1957 | Ploiești              | Rodica Manolescu                 |
| 1958 | Bucarest              | Lidia Giuroiu                    |
| 1959 | Bucarest              | Margareta Teodorescu             |
| 1960 | Timișoara             | Alexandra Nicolau                |
| 1961 | Bucarest              | Alexandra Nicolau                |
| 1962 | Brașov                | Margareta Perevoznic             |
| 1963 | Ploiești              | Alexandra Nicolau                |
| 1964 | Oradea                | Alexandra Nicolau                |
| 1965 | Băile Herculane       | Alexandra Nicolau                |
| 1966 | Costanza              | Elisabeta Polihroniade           |
| 1967 | Arad                  | Gertrude Baumstark               |
| 1968 | Oradea                | Margareta Teodorescu             |
| 1969 | Piatra Neamț          | Margareta Teodorescu             |
| 1970 | Ploiești              | Elisabeta Polihroniade           |
| 1971 | Brașov                | Elisabeta Polihroniade           |
| 1972 | Cluj                  | Elisabeta Polihroniade           |
| 1973 | Brașov                | Alexandra Nicolau                |
| 1974 | Timișoara             | Margareta Teodorescu             |
| 1975 | Alexandria            | Elisabeta Polihroniade           |
| 1976 | Piatra Neamț          | Elisabeta Polihroniade           |
| 1977 | Sinaia                | Elisabeta Polihroniade           |
| 1978 | Mediaș                | Daniela Nuțu                     |
| 1979 | Satu Mare             | Daniela Nuțu                     |
| 1980 | Eforie                | Daniela Nuțu                     |
| 1981 | Băile Herculane       | Gertrude Baumstark               |
| 1982 | Mediaș                | Eugenia Ghindǎ                   |
| 1983 | Băile Herculane       | Margareta Mureșan                |
| 1984 |                       | Marina Pogorevici                |
| 1985 | Băile Herculane       | Margareta Mureșan                |
| 1986 |                       | Ligia Jicman                     |
| 1987 |                       | Margareta Mureșan                |
| 1988 |                       | Gabriela Olǎrașu                 |
| 1989 |                       | Gabriela Olǎrașu Cristina Foisor |
| 1990 |                       | Mariana Ionița                   |
| 1991 |                       | Elena Radu-Cosma                 |
| 1992 |                       | Elena Radu-Cosma                 |
| 1993 |                       | Gabriela Olǎrașu                 |
| 1994 |                       | Corina Peptan                    |
| 1995 |                       | Corina Peptan                    |
| 1996 | Băile Herculane       | Gabriela Olǎrașu                 |
| 1997 |                       | Corina Peptan                    |
| 1998 |                       | Cristina Foişor Ligia Jicman     |
| 1999 |                       | Gabriela Olǎrașu                 |
| 2000 |                       | Corina Peptan                    |
| 2001 |                       | Iulia Ionicǎ                     |
| 2002 |                       | Irina Ionescu Brandis            |
| 2003 |                       | Gabriela Olǎrașu                 |
| 2004 |                       | Corina Peptan                    |
| 2005 |                       | Angela Dragomirescu              |
| 2006 |                       | Ioana Pădurariu                  |
| 2007 |                       | Corina Peptan                    |
| 2008 | Napoca                | Corina Peptan                    |
| 2009 | Eforie                | Corina Peptan                    |
| 2010 | Băile Olănești        | Elena-Luminita Cosma             |
| 2011 | Sarata Monteoru       | Cristina Foişor                  |
| 2012 | Sarata Monteoru       | Cristina Foişor                  |
| 2013 | Olănești              | Cristina Foişor                  |
| 2014 | Târgu Mureș           | Corina Peptan                    |
| 2015 | Călimăneşti-Căciulata | Corina Peptan                    |
| 2016 | Bucarest              | Elena-Luminita Cosma             |
| 2017 | Călimăneşti-Căciulata | Corina Peptan                    |
| 2018 | Olănești              | Irina Bulmaga                    |
| 2019 | Olănești              | Corina Peptan                    |
| 2021 | Iași                  | Alessia-Mihaela Ciolacu          |
| 2022 | Eforie                | Alessia-Mihaela Ciolacu          |
| 2023 | Sebeș                 | Miruna-Daria Lehaci              |
| 2024 | Eforie                | Miruna-Daria Lehaci              |

## Campione di scacchi per corrispondenza
1. Aurel Anton (1962-1963)
2. Sorin Firu (1963-1964)
3. Gheorghe Rotariu (1964-1965)
4. Mihai Suta (1965-1966)
5. Volodea Vaisman (1966-1967)
6. Valer Demian (1967-1968)
7. Volodea Vaisman (1968-1969)
8. Mihail Breazu (1969-1970)
9. Vasile Georgescu (1970-1971)
10. Mihail Breazu (1971-1972)
11. Vasile Georgescu (1972-1973)
12. Vasile Georgescu (1973-1974)
13. Carol Prohaska (1975-1976)
14. Nicolae Ene (1976-1977)
15. Nicolae Ene (1977-1978)
16. Elemer Hosszu (1978-1980)
17. Pamfil Nichitelea (1980-1982)
18. Calin Constantinescu (1981-1982)
19. Adrian Olteanu (1982-1984)
20. Zamfir Leca (1983-1985)
21. Pamfil Ionescu (1985-1986)
22. Eugen Popescu Savoiu (1987-1988)
23. Dan Ivanciu (1988-1990)
24. Corneliu Miron (1989-1991)
25. Corneliu Miron (1991-1993)
26. Constantin Cusmir (1992-1994)
27. Severian Berbece (1993-1995)
28. Florea Hrituc (1994-1996)
29. Luliu Follert (1995-1997)
30. Dan Grosu (1996-1998)
31. Octavian Moise (1997-1999)
32. Aurelian Curin (1998-2000)
33. Constantin Dumitrascu (1999-2000)
34. Cristian Mayer (1999-2001)
35. Cosntantin Vasile (2000-2001)
36. Virgil Florescu (2001-2002)
37. Viorel Craciuneanu (2002-2003)
38. Constantin Enescu (2003-2005)
39. Constantin Enescu (2004-2006)  [1]
40. Marius Zarnescu (2005-2007)  [2]
41. Marius Zarnescu (2007-2009)  [3]
42. Tiberiu Aninis (2008-2010)  [4]
43. Cristian-Ion Epure (2009-2011)  [5]
44. Viorel Calugaru, Cristian Campian (2005-2007)   [6]
45. Ioan Calin Chiru (2006-2008)  [7]
46. Ioan Calin Chiru (2008-2010)  [8]
47. Liviu Neagu (2008-2010)  [9]
48. Cristian-Ion Epure (2009-2011)  [10]
49. Liviu Neagu (2010-2012)  [11]
50. Cristian-Ion Epure (2011-2013)  [12]
51. Adrian Pantazi (2012-2014)  [13]
52. Florin Becsenescu (2013-2015)  [14]
53. Liviu Neagu (2014-2016)  [15]
54. Adrian Pantazi (2015-2017)  [16]
55. Iulian Taras (2016-2018)  [17]
56. Constantin Enescu, Dorin Bobarnac  (2018-2020)  [18]
57. Partenie Mihai (2019-2021)  [19]
58. Cristian-Ion Epure (2020-2022)  [20]
59. Cristian Campian (2021-2023)  [21]
60. Cristian Campian (2021-2023)  [22]
61. Cornel Matei (2022-2023)  [23]
62. Liviu Neagu (2023-2024)  [24]